# Laser stevenii
Laser stevenii är en växtart  i släktet Laser och familjen flockblommiga växter.
Arten förekommer i västra Kaukasus. Den beskrevs först som Laserpitium stevenii av Friedrich Ernst Ludwig Fischer och Ernst Rudolf von Trautvetter 1838, och fick sitt nu gällande namn av Aneta Wojewódzka och Krzysztof Spalik 2016.